# Ergün Teber
Ergün Teber (* 1. September 1985 in Adana) ist ein türkischer Fußballspieler.

## Karriere
Teber erlernte das Fußballspielen in seiner Heimatstadt Adana in der Jugend des Amateurvereins Yenibeygücü. Nachdem er hier für die türkischen Juniorennationalmannschaften nominiert wurde, wurde er von den Scouts mehrerer Zweit- und Erstligisten gesichtet. Das Rennen machte der damalige Zweitligist Kayseri Erciyesspor, der ihn 1999 transferierte. Nachdem er hier zwei Jahre ausschließlich in der Jugend eingesetzt worden war, bekam er sporadische Einsätze im Profi-Team. So kam er in den nächsten zwei Spielzeiten auf durchschnittlich vier Spiele je Saison. In der Saison 2003/04 gelang ihm der Durchbruch zum Stammspieler. Er erreichte mit seinem Verein zum Saisonende die Vizemeisterschaft der 1. Lig und damit den direkten Aufstieg in die Süper Lig. Nach dem Aufstieg tauschte der Verein mit dem geschichtsträchtigeren Partnerverein Kayserispor die Namensrechte, sodass der Verein in der Süper Lig mit dem Namen Kayserispor teilnahm. Ergün Teber wurde vorerst nicht mit in die Süper Lig mitgenommen. Stattdessen wurde ihm ein Wechsel zum neuen Kayseri Erciyesspor nähergelegt. So wechselte er zur neuen Saison zum Zweitligisten. In der Winterpause wollte ihn sein alter Verein wiederhaben, sodass er erneut wechselte und nun in der höchsten türkischen Liga auflief. Hier kam er eineinhalb Spielzeiten regelmäßig zum Einsatz. 
Zur Saison 2006/07 wurde ihm vom Trainer Ertuğrul Sağlam mitgeteilt, dass man mit ihm nicht für die neue Saison plane. So wurde er zum Ligakonkurrenten Sakaryaspor ausgeliehen. Hier spielte er bis zur Winterpause und wechselte dann ablösefrei zum mittlerweile in der Süper Lig spielenden Kayseri Erciyesspor. 
Zur neuen Saison wechselte er wieder innerhalb der Liga diesmal zu Çaykur Rizespor. Nach einer halbjährigen Tätigkeit verließ er den Verein in Richtung Gençlerbirliği Ankara. Bei Gençlerbirliği spielte er eineinhalb Jahre lang und wurde anschließend für eine halbe Spielzeit an Kocaelispor ausgeliehen.
Zur Saison 2009/10 wechselte er zum Süper-Lig-Aufsteiger Kasımpaşa. Hier spielte er zwei Spielzeiten und trennte sich vom Verein, nachdem dieser den Klassenerhalt nicht schaffen konnte.
Für die neue Saison wollte sein zu Gençlerbirliği gewechselter Trainer Fuat Çapa ihn mitnehmen. Dieser Wechsel wurde von Kasımpaşa verhindert. So wechselte Teber stattdessen zum Aufsteiger Samsunspor. Obwohl er hier zu regelmäßigen Einsätzen kam, wechselte er in der Winterpause zu Gençlerbirliği. Am 7. April 2012 wurde bekannt gegeben, dass Teber nach gegenseitigem Einvernehmen mit sofortiger Wirkung die Hauptstädter verlassen wird.
Für die Saison 2012/13 einigte er sich mit dem südtürkischen Erstligisten Antalyaspor. Bei diesem Verein blieb Teber lediglich eine Saison und wechselte im Sommer zum Ligarivalen Torku Konyaspor.
Im Sommer 2014 wechselte Teber zum Ligarivalen Eskişehirspor und unterschrieb hier einen Zweijahresvertrag. Nach einem Jahr für Eskişehirspor wechselte Teber zur Saison 2015/16 zum Zweitligisten Kardemir Karabükspor. Der Vertrag zwischen Teber und Karabükspor wurde im Oktober 2016 aufgelöst.

## Nationalmannschaft
Teber fing früh an, für die türkischen Juniorennationalmannschaften aufzulaufen. Er durchlief über die Jahre die meisten Juniorennationalmannschaften. 2004 gelang ihm mit der türkischen U-19 der Finaleinzug bei der U-19-Fußball-Europameisterschaft 2004. Hier scheiterte man nach einer 0:1-Niederlage gegen die spanische U-19 und wurde Vize-Europameister der U-19.

## Erfolge
Mit Gençlerbirliği Ankara
- Türkischer Pokalfinalist: 2007/08